# Прибрежное (Одесская область)
Прибрежное (укр. Прибережне) — посёлок, относится к Белгород-Днестровскому району Одесской области Украины.
Население по переписи 2001 года составляло 255 человек. Почтовый индекс — 67770. Телефонный код — 4849. Занимает площадь 0,14 км².

## Местный совет
67770, Одесская обл., Белгород-Днестровский р-н, с. Шабо, ул. Ленина, 63